# مرفق أفحج
المِرْفَقٌ الأَفْحَج (بالإنجليزية: Cubitus varus)‏، هو تشوه شائع يتم فيه انحراف الساعد الممتد نحو خط الوسط من الجسم.
غالبًا ما يُشار إلى المرفق الأفحج باسم «تشوه غونستوك»، بسبب الطبيعة الملتوية للشفاء.
تُدعى الحالة «المعاكسة» بـ المرفق الأروح.

## العلامات والأعراض

### المضاعفات
الحالات التي تكون فيها اللقيمة الإنسية لعظم العضد البعيدة مشوهة بسبب الكسر الأولي في الصفيحة العضدية قد يؤدي إلى خلع جزئي (نهش) العصب الزندي فوق اللقيمة الإنسية عند ثني ومَدّ المرفق. في مثل هذه الحالات، قد يتعرض توصيل العصب الزندي للخطر بسبب التهيج المزمن، مما قد يؤدي إلى اعتلال الأعصاب الزندي المزمن الذي لا يمكن إصلاحه.

## الأسباب
السبب الشائع هو كسرالعضد فوق اللقمة في عظم العضد. يمكن تصحيحه عن طريق قطع العظم التصحيحي لعظم العضد أو التثبيت الداخلي أو الخارجي للعظم حتى الالتئام.

## التشخيص
لا يمكن تشخيص المرفق الأفحج حتى بعد شفاء الكسر السابق، حيث يجب أن يكون الذراع ممتدًا بالكامل وليس منثنيًا، حتى يُلاحظ التشوه. [بحاجة لمصدر]

## المآل
يُعتبر تشوه الذراع الأفحج ذو مشكلة جمالية أكثر من مشكلة وظيفية، ومع ذلك؛ قد يكون الدوران الداخلي لعظم الكعبرة فوق الزند محدودًا بسبب فرط نمو عظم العضد. قد يكون هذا ملحوظًا خلال نشاط مثل استخدام فأرة الكمبيوتر.  